# Tavoletta degli spiriti
Una tavoletta degli spiriti, o tavoletta commemorativa/ancestrale è un cartello che le persone usavano per designare la sede d'una divinità o di un antenato e per racchiuderlo. Il nome della divinità o dell'antenato è solitamente inciso sulla tavoletta. Legata alla cultura tradizionale cinese, la tavoletta degli spiriti è oggi facile da trovare in molti paesi dell'Asia orientale, ove persiste molto più che in Occidente il culto degli antenati.
Possono essere realizzate in diversi materiali (soprattutto carta e legno ma anche pietra) e sono generalmente riccamente decorate. Sono oggetti rituali tradizionali comunemente visti nei templi, nei santuari e negli altari domestici in tutta la Cina continentale e Taiwan, dove vengono chiamati shenzhupai. In Giappone si chiamano ihai (位牌?). Le tavolette si distinguono dagli idoli in quanto la persona onorata non è rappresentata sull'oggetto.
Gli oggetti utilizzati nei riti funebri in Papua Nuova Guinea sono stati talvolta paragonati alle tavolette degli spiriti cinesi.

## Utilizzo

### Cina
Confucianesimo, taoismo e buddhismo, nel loro insieme, sincreticamente, chiamati i "Tre insegnamenti" o le "tre dottrine", hanno esercitato un ruolo importante nella storia e nella cultura cinese, fungendo inoltre da cornici della religione tradizionale cinese di sostrato, vale a dire il culto devoto agli dèi locali e agli antenati, la quale, tuttavia, non si esaurisce in essi e si svolge anzi per la maggior parte al di fuori di qualsiasi cornice dottrinale. L'approccio cinese alla religione tende conseguentemente ad essere sincretico, e seguire una religione non significa necessariamente, per un cinese, rigettare e/o negare le altre. Per lo stesso motivo, i luoghi e le pratiche di culto cinesi sono spesso condivisi tra più, se non tra tutte, le religioni praticate in Cina.
Religione tradizionale cinese e Confucianesimo
Una tavoletta degli spiriti (zh. 神主牌S, lett. "Segno del maestro spirituale", 神位S, Shén WèiP, lett. "Sede dello spirito" o 神牌S, lett. "Segno dello spirito") serve per il culto d'una divinità o di un antenato, sia esso uno specifico parente o l'intero albero genealogico. I santuari per l'utilizzo delle tavolette si trovano generalmente dentro e intorno alla casa (per gli dei domestici e gli antenati), nei templi (per divinità specifiche) o nei templi ancestrali (zh. 祠堂S, CítángP o 宗祠S, ZōngcíP) per i fondatori del clan e antenati specifici. In ogni luogo, ci sono posizioni specifiche per collocare le tavolette per gli antenati o le specifiche divinità.
Una tavoletta deve fungere da effigie per una divinità o un antenato specifico. Incenso in grani o in bastoncini viene bruciato in un braciere o in un portaincenso prima che la tavoletta sia utilizzata. A volte, frutta, tè, pasticcini o altre libagioni sono presentate dall'offertorio insieme alla tavoletta.
In accordo alla religione tradizionale cinese, una famiglia tiene più Shén Wèi dedicate a specifiche divinità ed antenati entro i confini (e non solo) della propria dimora. Nel dettaglio:
- una vicino alla porta d'ingresso, all'altezza degli occhi o intorno, dedicata all'Imperatore di Giada (zh. 玉皇S, Yù HuángP o 玉帝S, Yù DìP), il sovrano del paradiso taoista. Generalmente, ma non sempre, questa tavoletta sarà sopra la tavoletta dedicata a Tudigong e vi si legge la dedica: 天官赐福;天官賜福.
- alcune case hanno una tavoletta sopra o vicino al cancello che recita 門官福神T, 门官福神S, lett. "Questa tavoletta è dedicata agli Dei della Porta";
- una fuori casa, a terra davanti alla porta, dedicata a Tudigong, una divinità della terra, recante la scritta 門口土地財神T, 门口土地财神S o meno comunemente 門口土地福神T, 门口土地福神S;
- una in cucina, dedicata a Zao Jun, il dio della cucina, con la scritta 定福灶君;
- una dedicato al dio del padrone di casa, Dizhu Shen (simile ma non uguale a Tudigong). Questa tavoletta è disponibile in diverse forme: la forma semplice con la scritta 地主神位 o la più lunga e complessa 前後地财神，五方五土龙神;前后地主財神,五方五土龍神;
- due in casa (almeno una in soggiorno), collocate in un armadietto similarmente al santuario domestico giapponese butsudan, solitamente per gli antenati di famiglia e qualche altra divinità.

Nella loro forma più semplice, le tavolette possono essere un semplice pezzo di carta rossa con le parole scritte verticalmente (nella Cina continentale e ad Hong Kong). Esistono forme più complesse: piccoli santuari fatti di piastrelle, legno, metallo o altro materiale; statue e attendenti con testo; piccoli manifesti con bruciatori d'incenso; ecc. Una forma comune della Shén Wèi per Tudigong (come si vede nella provincia cinese del Guangdong), consiste in una piastrella cotta con la scritta centrale 門口土地財神 fiancheggiata dai due distici 户纳千祥 e 门迎百福;戶納千祥, 門迎百福 il cui significato è traducibile come «Possa la mia famiglia accogliere una grande quantità di buon auspicio, possano le mie porte accogliere centinaia di benedizioni.»
Taoismo
Nel Taoismo, le tavolette spirituali sono spesso usate per il culto degli antenati. Quando sono posizionate davanti o al di sotto delle statue delle divinità, ne simboleggiano lo spirito rinchiuso.
Buddhismo
Nel Buddhismo, le Shén Wèi, chiamate 蓮位S, lett. "Sede del loto" per i morti e 祿位S, lett. "Sede della prosperità" per i vivi, sono usate per gli antenati, gli spiriti erranti, i demoni, i fantasmi affamati e i viventi (come benedizione perpetua o temporanea del donatore). Le tavolette cartacee sono comuni nel periodo dei festival del Dharma di Qingming e Ullambana e sono incenerite in massa al culmine dei servizi religiosi.

### Giappone
Nel Buddhismo giapponese, le tavolette degli spiriti, ihai (位牌?), vengono utilizzate nei riti funebri e conservate nel butsudan domestico. Le ihai sono pertanto comuni nei templi buddhisti nipponici, dove vengono utilizzate nel Kaisan-dō, l'edificio nel quale si celebra il fondatore del monastero.

### Corea
In Corea, le tavolette sono di grande importanza nei riti ancestrali, gli jesa, poiché sono il fulcro delle offerte di cibo e simboleggiano la presenza spirituale del defunto durante il rito.

## Galleria d'immagini

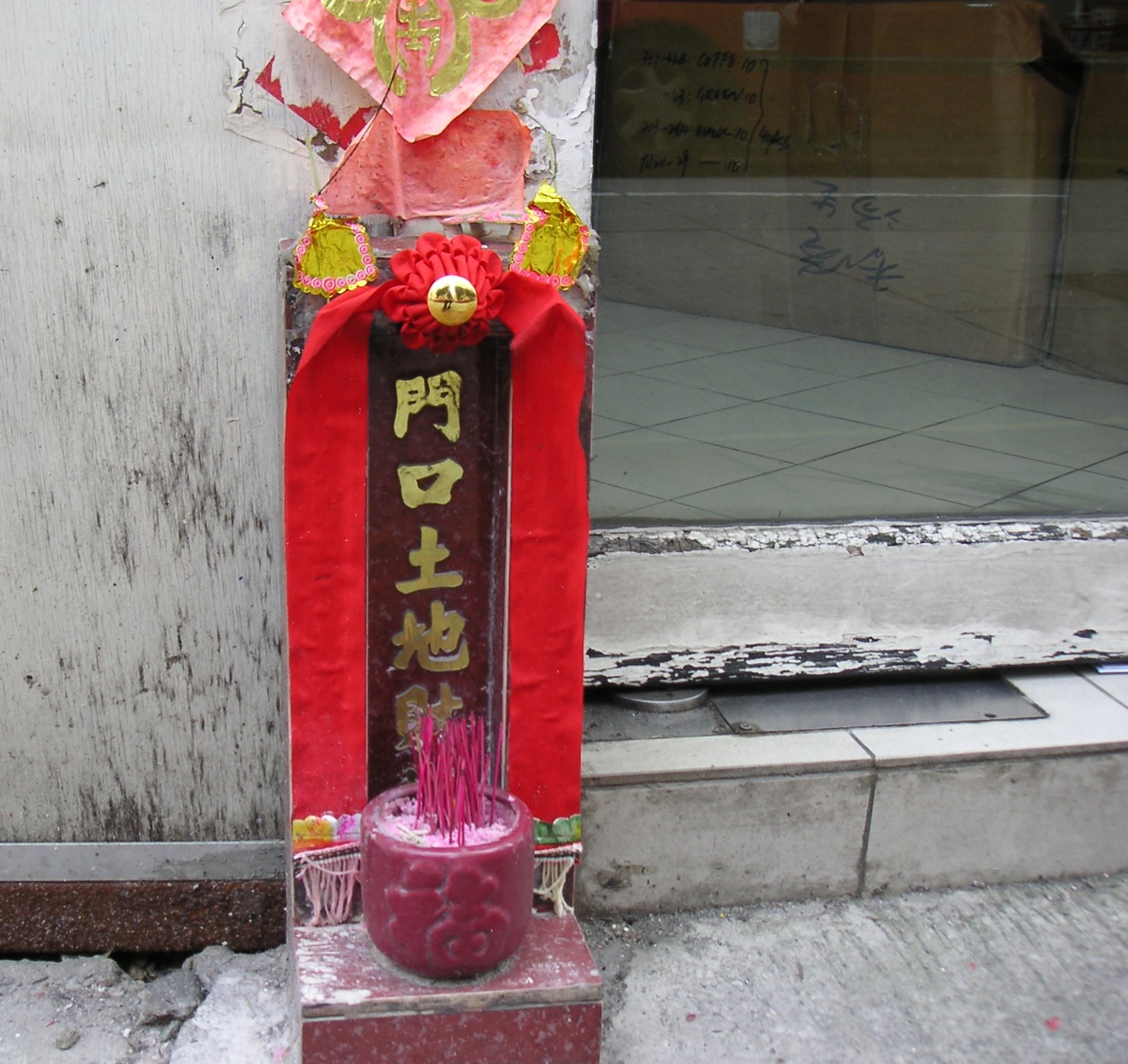
Tavoletta dedicata a Tudigong all'esterno d'una casa di Hong Kong.
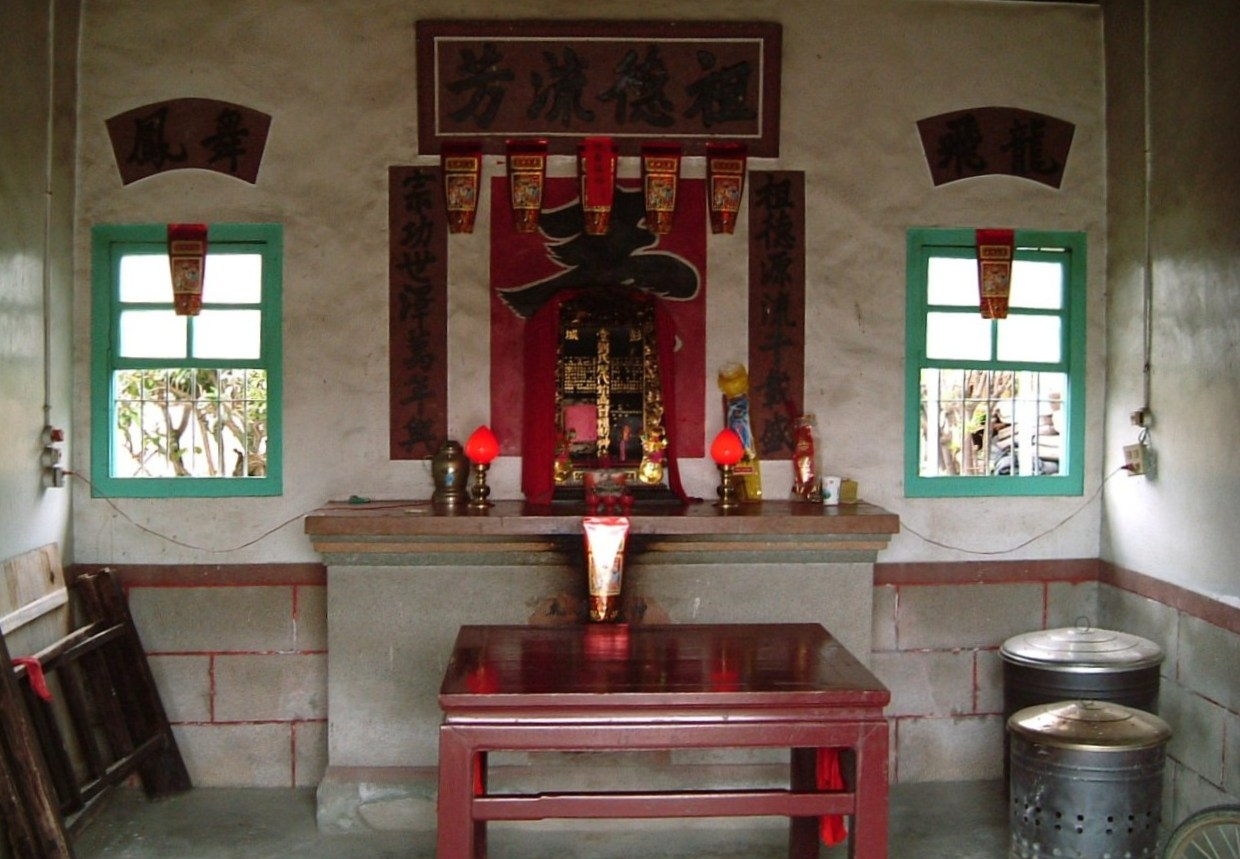
Santuario con tavolette degli spiriti a Taiwan.
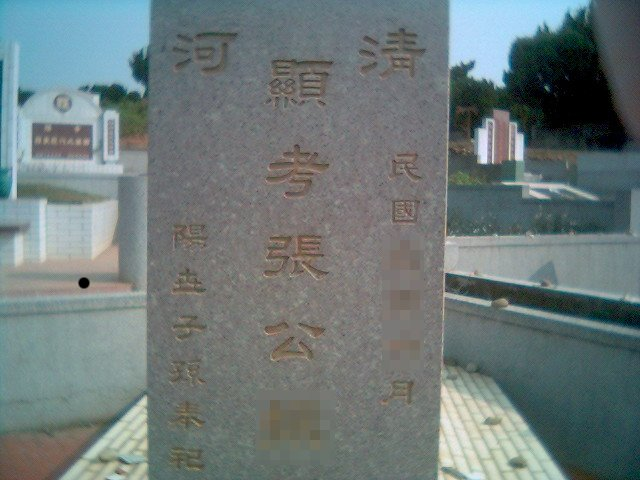
Tavoletta degli spiriti in foggia di lapide tombale.
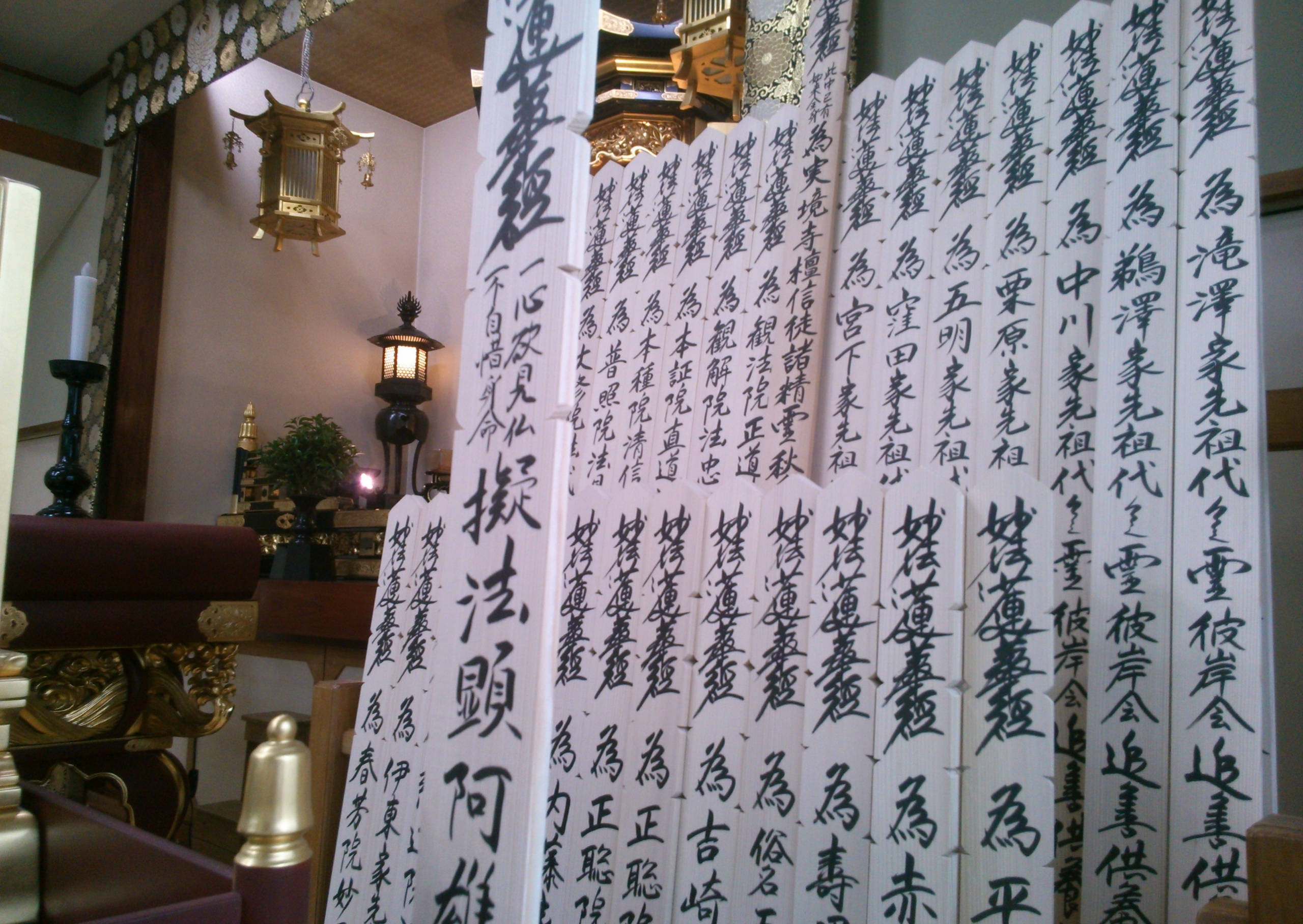
Memoriale delle tavolette presso il Nichiren Shoshu.
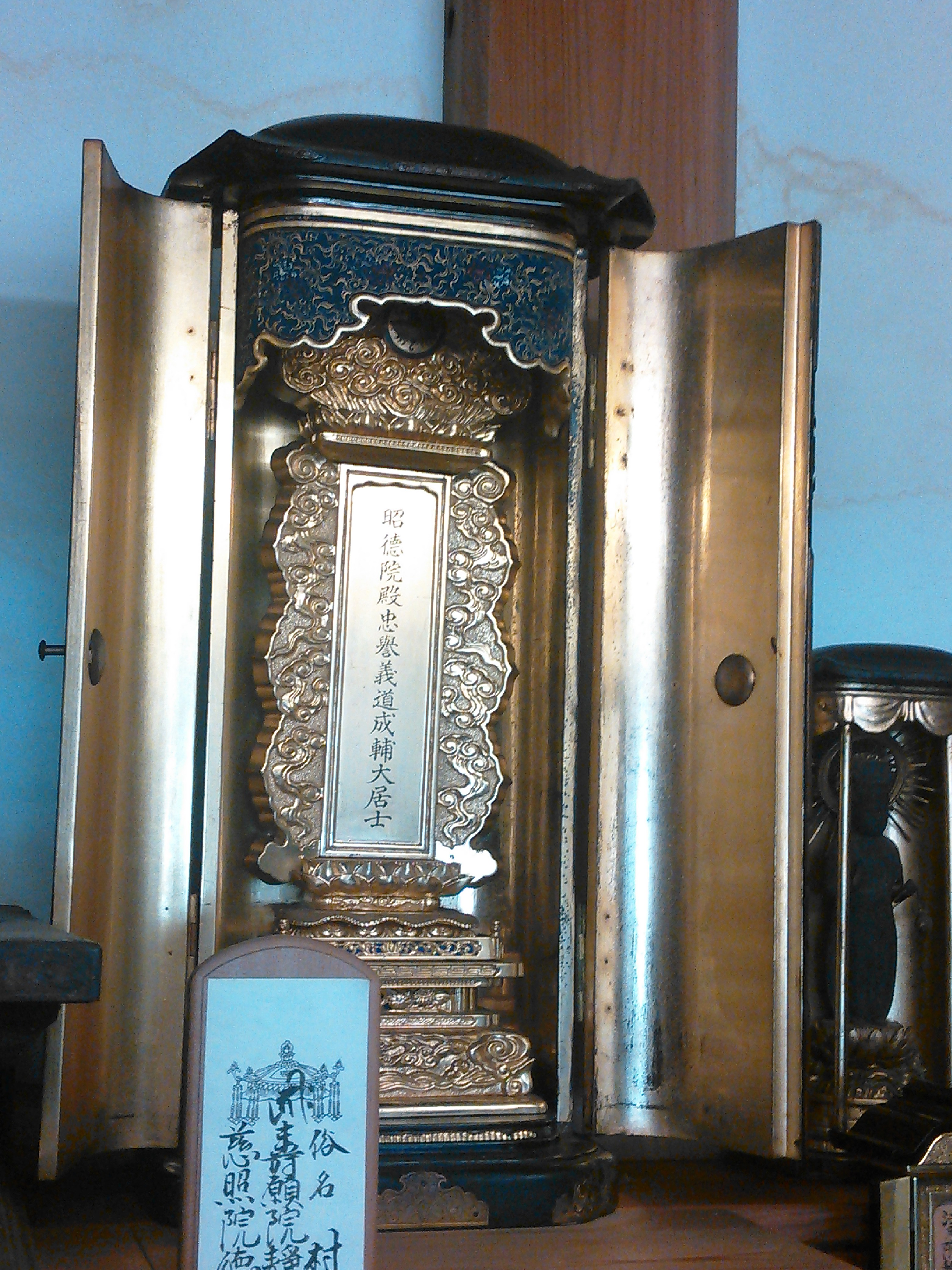
Tavoletta degli spiriti in un Butsudan giapponese.
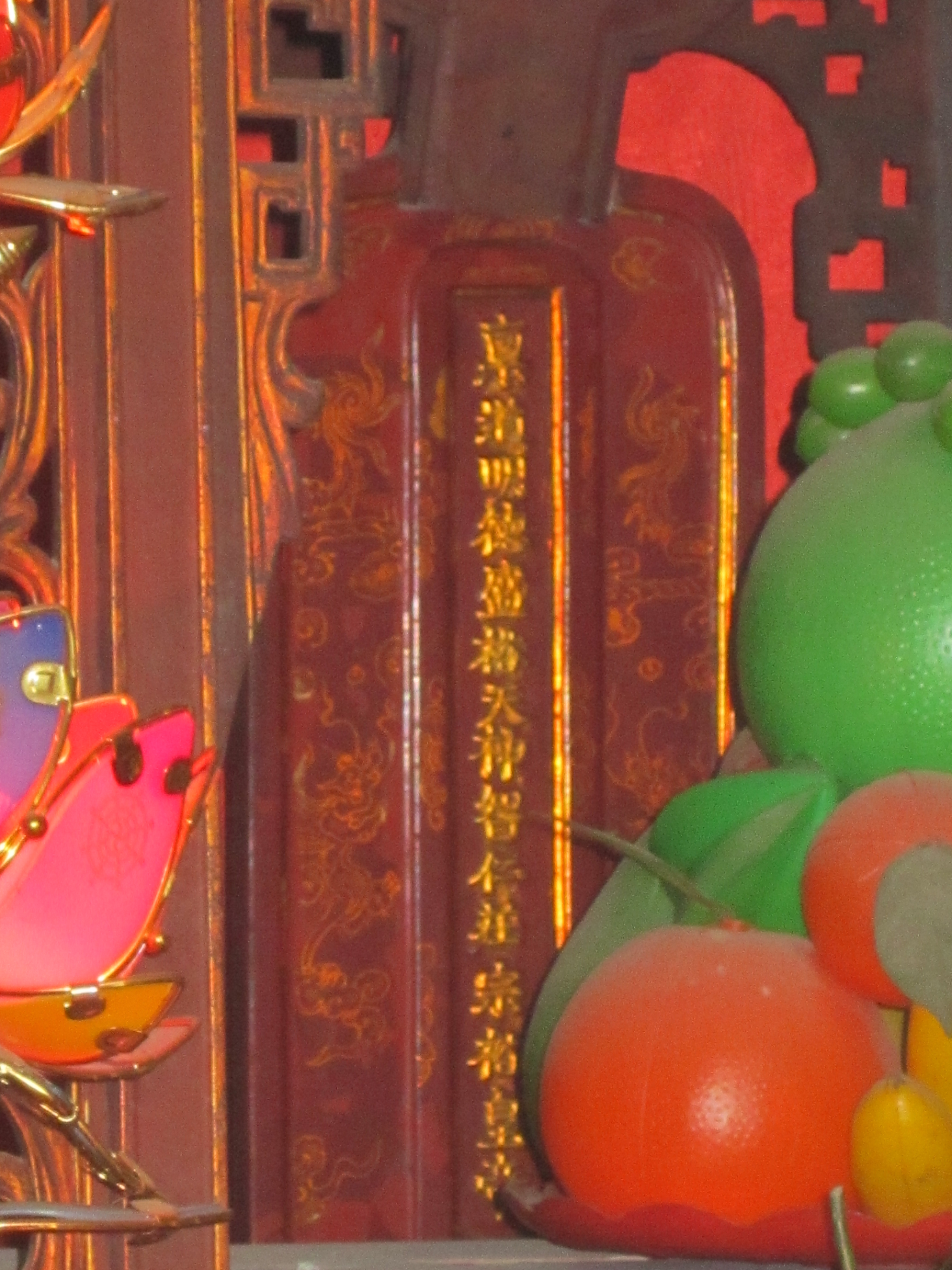
Tavoletta degli spiriti vietnamita in onore dell'imperatore Lê Trang Tông.
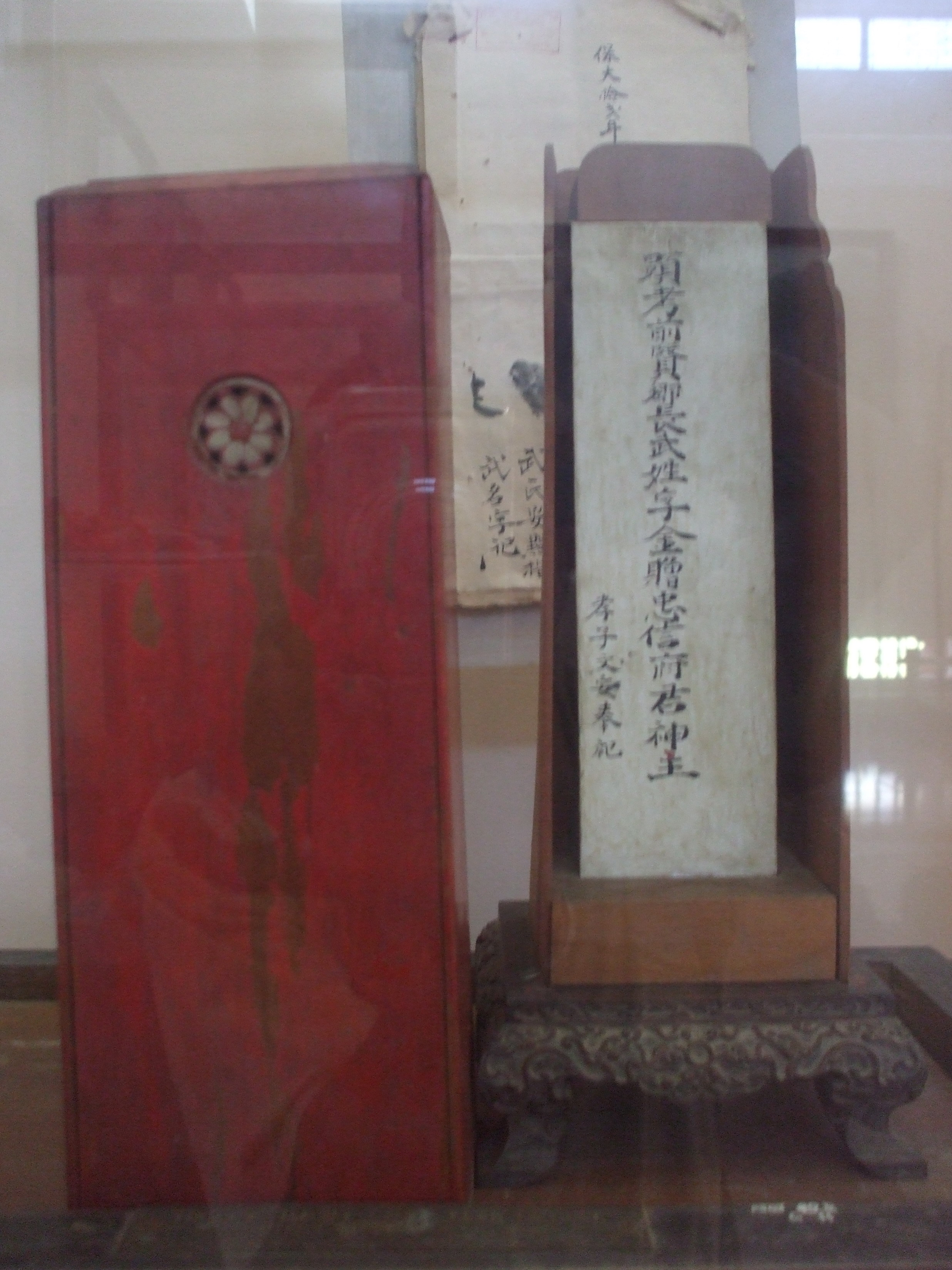
Tavoletta degli spiriti vietnamita in onore di Võ Văn Dũng.
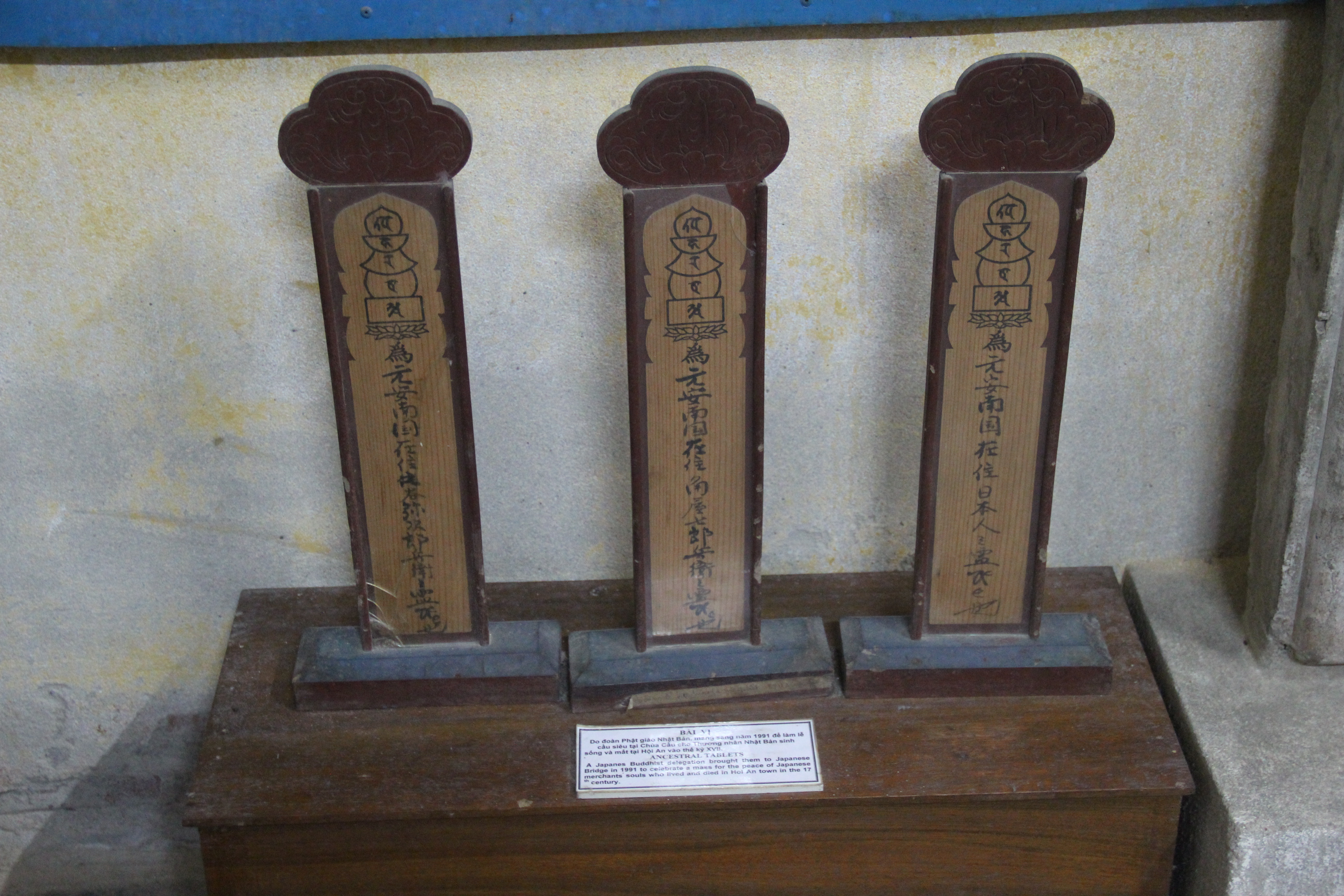
Tavolette degli spiriti vietnamite in onore degli antenati ad Hoian.